# Элмс, Мэри Элизабет
Мэри Элизабет Джин Элмс (англ. Mary Elisabeth Jean Elmes, 5 мая 1908, Корк, Манстер — 9 марта 2002, Перпиньян) — ирландский гуманитарный работник, помогавшая беженцам, в основном детям.
Работала в испанских больницах во время Гражданской войны, затем в лагерях испанских беженцев во Франции. После оккупации Франции нацистской Германией как гражданка нейтрального государства работала в благотворительной организации, помогавшей беженцам и интернированным в районе Перпиньяна. Спасла сотни еврейских детей от депортации нацистами в лагеря смерти.

## Биография

### Происхождение и образование
Мэри Элизабет Джин Элмс родилась 5 мая 1908 года в Калгрейне, 120 Блэкрок-роуд, Баллинтемпл в городе Корк, в доме её родителей, Эдварда Томаса Элмса, фармацевта и его жены Элизабет Октавии Уотерс. Её семья владела аптекой «Уотерс и сыновья» в Корке. У Мэри был также младший брат — Джон Элмс, который в конечном итоге взял на себя управление семейным бизнесом.
Мэри Элмс получила среднее образование в школе Рошель в Корке. После окончания школы в 1925 году жила в Париже с декабря 1925 по январь 1927 года и свободно говорила по-французски. В 1928 году поступила в Тринити-колледж в Дублине, где изучала французскую и испанскую литературу по специальности «Современная литература» и закончила его с золотой медалью.
После колледжа она продолжила образование в Лондонской школе экономики, где в 1935 году получила сертификат по международным исследованиям и стипендию для продолжения учёбы в Женеве. Мэри Элмс уехала учиться в Швейцарию в 1936 году.

### Работа во время Гражданской войны в Испании
Во время Гражданской войны в Испании в феврале 1937 года она в составе квакерской организации «Американский комитет Друзей на службе обществу» (АКДСО) поехала работать в детской больнице в Альмерии, а затем возглавила больницу в Аликанте. Оттуда вместе с подопечными детьми ей из-за систематических обстрелов пришлось бежать в Полоп, деревню недалеко от Бенидорма. 
Несмотря на смерть отца, просьбы матери вернуться и жестокие бомбёжки, Мэри не оставила работу и не покинула Испанию до окончания войны.

### Работа во Франции во время Второй мировой войны
Из Испании во Францию её вывез в мае 1939 года Говард Кершнер, глава АКДСО. В июле того же года Мэри приступила к работе в лагерях испанских беженцев в этой стране. Работы стало намного больше после того во Францию хлынули потоки германских и голландских беженцев от нацистов. После оккупации Франции Германией работала в том числе в лагере Ривсальт, где содержали также французских евреев, интернированных правительством Виши. Треть содержащихся в лагере были дети.
Мэри помогала оформлять еврейским детям поддельные документы, прятала их от депортации в лагеря смерти и перевозила в безопасные места. 5 февраля 1943 года её арестовала немецкая полиция. Сначала её держали в Тулузе, а затем доставили в тюрьму Френ в Париже. Полгода она провела в заключении, была освобождена в июле 1943 года и смогла вернуться к своей работе. О пребывании в тюрьме она говорила, что «всем нам приходилось терпеть некоторые неудобства в те дни».

### После войны
После окончания войны 12 июня 1946 года она вышла замуж за бывшего члена Сопротивления Рожера Данжу. В октябре того же года у них родилась дочь Кэролайн, а в июле 1948 года — сын Патрик. Она сосредоточилась на семейной жизни, купила небольшую ферму и отказалась от ордена Почетного легиона, которым французские власти хотели её наградить.
Мэри Элмс умерла в Перпиньяне 9 марта 2002 года в возрасте 94 лет.

## Признание заслуг и увековечивание
23 января 2013 года израильский Институт Катастрофы и героизма «Яд ва-Шем» присвоил Мэри Элизабет Элмс почётное звание «праведник народов мира». По состоянию на 2025 год Мэри Элмс — единственная ирландка, которой присвоено это звание.
В 2014 году в честь Мэри Элмс и американской праведницы Лоис Ганден, также вместе с ней спасавшей еврейских детей во Франции, были выпущены французские почтовые марки. 28 марта 2014 года была открыта мемориальная доска напротив того места, где располагалась вилла Сен-Кристоф (на побережье на территории коммуны Кане-ан-Руссийон), в которой работала Мэри Элмс.
В 2016 году Эндрю Галлимор снял документальный фильм «It Tolls For Thee» о деятельности Мэри Элмс.
В мае 2019 года в Корке был открыт пешеходный мост имени Мэри Элмс через реку Ли между набережной Святого Патрика и Торговой набережной. В 2020 году в Ирландии была выпущена серия из 5 почтовых марок «Ирландцы за границей». На одной из них изображена Мэри Элмс.
Документы о работе Мэри Элмс и обширная переписка хранятся в архиве АКДСО в Филадельфии в США.